# Halowe Mistrzostwa Świata w Lekkoatletyce 1987 – pchnięcie kulą mężczyzn
Pchnięcie kulą mężczyzn – jedna z konkurencji technicznych rozgrywanych podczas halowych mistrzostw świata w hali Hoosier Dome w Indianapolis. Rozegrano od razu finał 7 marca 1987. Zwyciężył reprezentant Niemieckiej Republiki Demokratycznej Ulf Timmermann. Tytułu zdobytego na światowych igrzyskach halowych w 1985 nie bronił Remigius Machura z Czechosłowacji.

## Rezultaty

### Finał
W konkursie wzięło udział 13 miotaczy.
Opracowano na podstawie materiału źródłowego.
| Miejsce | Zawodnik           | Wynik | Uwagi       |
| ------- | ------------------ | ----- | ----------- |
| 1       | Ulf Timmermann     | 22,24 | [ 1 ] [ 2 ] |
| 2       | Werner Günthör     | 21,61 |             |
| 3       | Siergiej Smirnow   | 20,67 |             |
| 4       | Gregg Tafralis     | 20,26 |             |
| 5       | Lars Arvid Nilsen  | 20,09 |             |
| 6       | Ron Backes         | 20,02 |             |
| 7       | Udo Gelhausen      | 19,80 |             |
| 8       | Karsten Stolz      | 19,60 |             |
| 9       | Gert Weil          | 18,90 |             |
| 10      | Klaus Bodenmüller  | 18,84 |             |
| 11      | Dimitrios Kutsukis | 18,01 |             |
| 12      | Mohamed Achouche   | 17,87 |             |
| 13      | Eggert Bogason     | 17,35 |             |